# Križna jama
Križna jama (pol. „Jaskinia Krzyżowa”; też: słoweń. Mrzla jama pod Križno goro, pol. „Jaskinia Zimna pod Górą Krzyżową”) – system jaskiń krasowych o łącznej długości ponad 8 km znajdujących się w Wewnętrznej Krainie (słoweń. Notranjska), w południowo-zachodniej Słowenii, ok. 1,5 km na południe od wsi Bloška Polica oraz ok. 50 km na południe od stolicy kraju, Lublany.

## Charakterystyka

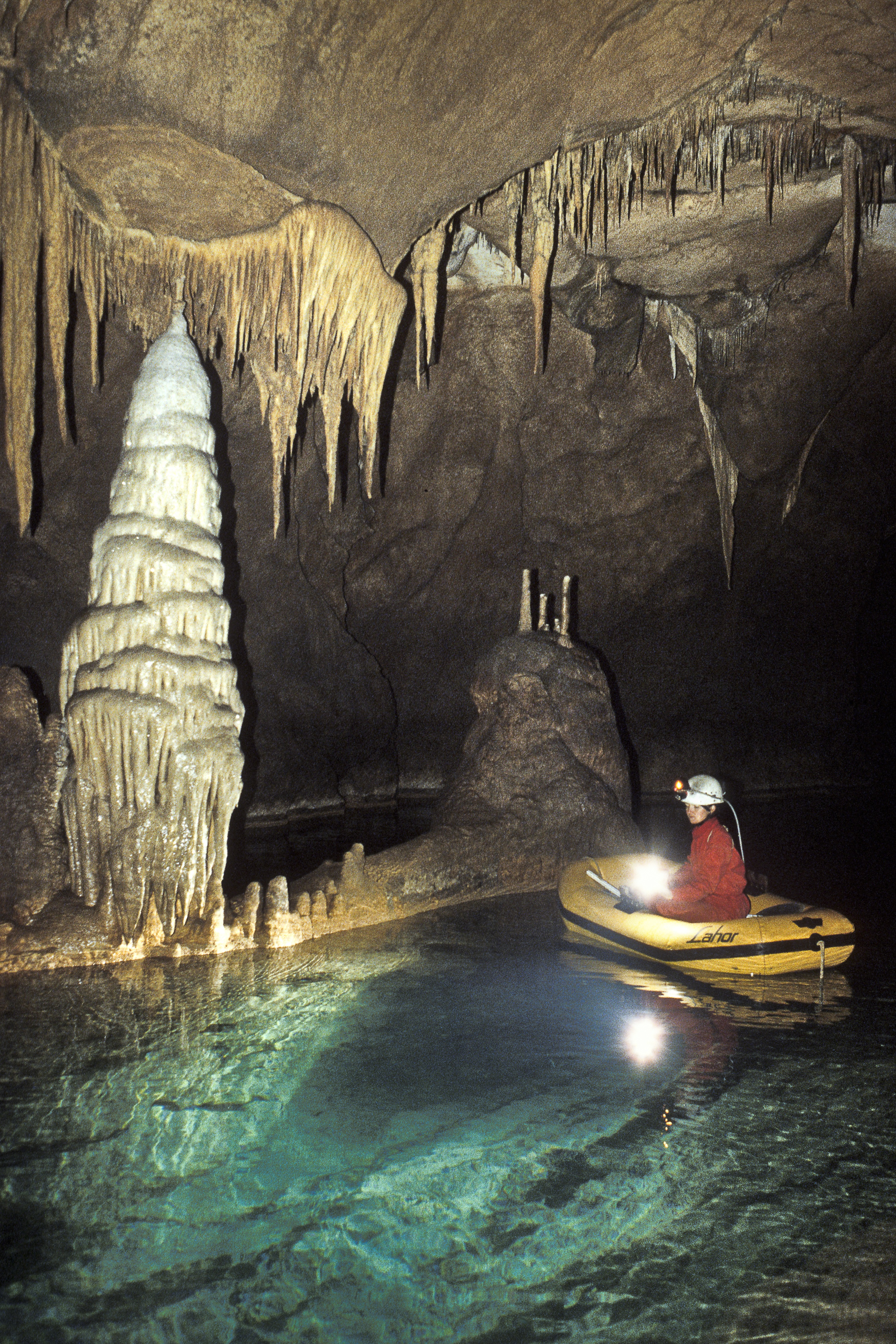
„Statek piracki” – formacja ze stalagmitów (1989)

Križna jama stanowi system jaskiń krasowych, których łączna długość wynosi 8163 lub 8273 metry. Jej nazwa pochodzi od zlokalizowanego na pobliskim wzgórzu kościoła św. Krzyża (słoweń. Cerkev Sv. Križa) we wsi Podlož. Wejście znajduje się pomiędzy płaskowyżem Bloke (słoweń. Bloška planota) a Loškim i Cerkniškim poljem. Na terenie jaskini znajduje się 45 podziemnych jezior o szmaragdowozielonej barwie, z których 22 można przepłynąć łódką. Ich głębokość wynosi 6–7 metrów. Stalagmity i stalagnaty wystające z wody tworzą formacje takie, jak m.in. „Statek piracki” (słoweń. Piratska ladja), „Port wenecki” (słoweń. Beneški pristan), „Ryś” (słoweń. Ris) czy „Organy” (słoweń. Orgle).
Pomimo swojej oligotroficzności jaskinia jest ekosystemem, którego fauna jest stosunkowo bogata. Według stanu z 2021 roku na terenie Križnej jamy wykazano obecność 60 gatunków troglobiontów, co czyni ją czwartą pod względem bioróżnorodności jaskinią krasową na świecie. Występują tu m.in. studniczki: Niphargus stygius i Niphargus orcinus, równonogi: Monolistra racovitzai i Titanethes albus, pająk Stalita taenaria, chrząszcz Leptodirus hochenwartii, nietoperze z rodziny podkowcowatych oraz sześć gatunków niewielkich ślimaków, w tym trzy endemiczne dla tej jaskini.
Križna jama stanowi jedyną w Słowenii jaskinię krasową zachowaną w stanie niemal naturalnym (bez zainstalowanego oświetlenia czy wytyczonych ścieżek), a jednocześnie udostępnioną do zwiedzania. Turyści przed wejściem do jaskini otrzymują zestaw kaloszy oraz latarkę. Liczba turystów oprowadzanych po Križnej jamie jest jednak mocno ograniczona, ze względu na ochronę jej ekosystemu. Przykładowo odcinek od pierwszego jeziora do bogatej w stalaktyty komory zwanej Kalwarią dziennie może pokonać jedna łódka z czterema osobami. Wstęp do jaskini jest płatny i możliwy wyłącznie z przewodnikiem.

## Historia

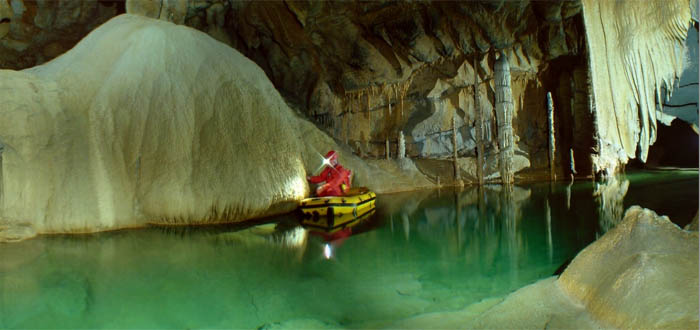
„Port wenecki” w 2006 roku

Križna jama już w epoce miedzi była odwiedzana przez ludzi, czego dowodem są odnalezione w jaskini naczynia ceramiczne z ok. 2800 roku p.n.e. Z 1557 roku pochodzi najstarszy napis na jednej ze ścian jaskini świadczący o jej eksploracji. W 1832 roku jaskinia została odkryta dla nauki; sporządzono wówczas pierwszy szczegółowy jej opis (autorstwa J.J. Tobina), natomiast z 1838 roku pochodzi opis Križnej jamy ze szkicem autorstwa J. Cerara. W 1847 roku Aleksander Skofiz odkrył w jaskini pierwsze kości niedźwiedzia jaskiniowego (Ursus spelaeus). W wyniku rozpoczętych z inicjatywy Ferdinanda von Hochstettera w 1878 roku wykopalisk, w ciągu zaledwie czterech dni odkryto ponad 2000 szczątków, z których złożono dwa pełne szkielety przedstawicieli tego gatunku, które przekazano do Muzeum Historii Naturalnej w Wiedniu. Największa odnaleziona czaszka mierzyła 56 cm długości. Ogółem odnalezione kości należały do ok. 100 osobników, co czyni Križną jamę najbogatszą w tego typu pozostałości jaskinią w tej części Europy i świadczy o mogącym trwać nawet dziesiątki tysięcy lat zamieszkiwaniu tych niedźwiedzi na terenie jaskini.
Jaskinia była szczegółowo badana tuż przed II wojną światową, w latach 30. XX wieku, a następnie w latach 50., 60. i 70., kiedy to odkryto nowe korytarze i sporządzono jej szczegółowe mapy. W 1962 roku zespół uczniów gimnazjum w Lublanie-Šišce wraz z profesorem Prezeljem po raz pierwszy przepłynął przez pierwsze jezioro. W latach 1990–2003 kolejne eksploracje przeprowadzały lokalne stowarzyszenia.